# Ensiferum
Cet article possède un paronyme, voir Ensifera.
Ensiferum (littéralement "porte-épée") est un groupe de folk metal finlandais, originaire d'Helsinki. Leur musique est caractérisée par des ambiances épiques aux rythmes variés et des chœurs alternant chant guttural et voix claire. On les classe dans le viking metal de par les thèmes abordés dans leurs chansons et par leur imagerie.
Avec Turisas, Moonsorrow, Finntroll et Korpiklaani, ils sont considérés comme faisant partie des principaux représentants du folk metal finlandais.

## Biographie

### Formation et débuts (1995–1996)
Le groupe est formé en 1995. À l'origine, Markus Toivonen était guitariste dans un groupe amateur nommé Dark Reflections et jouait des reprises de morceaux de groupes comme Megadeth et Pantera. Peu à peu, il estime que ce groupe ne le satisfait pas, et, s'oriente vers la musique folk et le death metal mélodique, influencé par des groupes comme Dark Tranquility et Amorphis.
Un jour, Markus demande à son batteur Kimmo Miettinen si jouer du « folk death metal épique » à ses côtés l’intéresserait : Kimmo accepte. Ils contactent leur ami bassiste Sauli Savolainen qui accepte de se joindre à eux. Il ne restait plus qu’à trouver un nom à ce groupe. Un jour, Markus passe chez Sauli, il saisit un dictionnaire de latin, l’ouvre au hasard et tombe sur le mot ensiferum. Ce mot le fascine d’emblée et sa signification (littéralement « porteur d'épée ») confirme sa volonté d'en faire le nom du groupe. En 1996, Ensiferum commence à répéter à la maison des jeunes Pasila d’Helsinki (là où avaient déjà lieu les répétitions de Dark Reflections). Markus compose rapidement les trois premiers morceaux du groupe : Knighthood, Old Man (Väinämöinen) et Frost. Jari Mäenpää vient renforcer les rangs du groupe avec ses talents de chanteur et de guitariste ; son expérience permet d’enrichir le bagage artistique d'Ensiferum avec de nouvelles idées. Jari se charge d’écrire certaines paroles, comme celles d'Old Man. Les deux autres compositions n’eurent pas besoin de sa plume, Markus s’étant chargé des paroles de Knighthood et Sauli de celles de Frost.

### Démos (1997–2000)
En 1997, Jari fait son service militaire, le groupe est donc contraint de faire une halte. Les autres musiciens profitent de ce temps mort pour bonifier leur jeu. À son retour, fin 1997, le groupe répète intensivement pour leur première démo qui est enregistrée durant le mois de novembre aux Kivi-Studios. La démo contenant leurs trois chansons (Frost, Old Man et Knighthood) est tirée à 300 exemplaires l’année suivante. En 1998, de nouveaux morceaux sont déjà prêts, dont Little Dreamer (Väinämöinen II). Mais Ensiferum doit à nouveau faire une pause : Sauli Savolainen se concentre sur ses études et Kimmo Miettinen va jouer avec Arthemesia. Cette même année, Oliver Fokin part d’Arthemesia et fait quelques essais avec Markus : ils sont concluants, Oliver intègre donc Ensiferum (les deux groupes ont en quelque sorte échangé leurs batteurs). À la même époque, Sauli est remplacé par le petit frère de Kimmo, Jukka-Pekka Miettinen, alors âgé de quatorze ans. Une nouvelle line-up étant formée, le groupe est prêt à relever le défi d’une nouvelle démo.
Celle-ci est enregistrée courant janvier 1999 au MD-Studios. Les quatre chansons figurant sur cette démo (The Dreamer’s Prelude, Little Dreamer (Väinämöinen II), Warrior’s Quest et White Storm) plus techniques, permettent à Ensiferum de gagner en popularité et en expérience. La troisième et dernière démo est enregistrée, une fois de plus aux MD-Studios, en novembre 1999, avec l’aide de Janne Joutsenniemi (membre de Stone et Suburban Tribe). La démo de 4+1 chansons (Intro, Hero In A Dream, Eternal Wait, Battle Song avec en bonus Guardians Of Fate) est finalisée chez Jari avec l'aide d'une boite à rythme. La chanteuse Johanna Vakkuri, amie du groupe, chante en guest sur Eternal Wait. Sur la démo figure un nouveau logo conçu par Tuomas Tahvanainen, qui s’était déjà chargé des précédents.

### Ensiferumet changements de line-up (2000–2006)
L'année 2000 se profile bien. La démo recueille de bonnes chroniques et figure dans le top des démos du mois dans plusieurs magazines. Celle-ci attire également l'attention de différents labels dont Spinefarm Records, qu’Ensiferum recontacte aussitôt afin de négocier un contrat. Le groupe participe également à un concours local, il figurera parmi les finalistes. Le contrat avec Spinefarm se décide finalement et le groupe rentre en studio en novembre 2000, aux Sundi-Coop Studios à Savonlinna avec Tuomo Valtonen. On y retrouve des guests comme Trollhorn aux claviers, Johanna Vakkuri au chant et Marita Toivonen au kantele. Au printemps 2001, le nouvel album est mixé par Tuomo Valtonen dans son studio. Ensiferum accueille en son sein un nouveau membre, la claviériste Meiju Enho. L’album, sobrement nommé Ensiferum, sort en juillet 2001 et les retours dépassent toutes les attentes. Le groupe joue alors une vingtaine de dates dont le Tuska Open Air 2002. L'engouement du public incite le groupe à se concentrer sur son deuxième album.
Pour enregistrer Iron, Ensiferum se rend aux Sweet Silence studios, à Copenhague, durant l’été 2003. Son propriétaire n’est autre que Flemming Rasmussen qui a déjà enregistré et produit des albums tels que Master of Puppets et Ride the Lightning de Metallica. Après l’enregistrement, Ensiferum annonce le départ regretté de leur guitariste et chanteur Jari Mäenpää, qui a décidé de ne pas continuer l’aventure afin de se consacrer pleinement à Wintersun, son projet solo. Du fait de la programmation de la tournée du groupe, le remplacement se fait sans tarder : le remplaçant de Jari est Petri Lindroos, chanteur de Norther. Au printemps 2004, le groupe parcourt l’Europe en compagnie de Finntroll et The Wake. Près d’une trentaine de dates pour 2004 avec un passage en Allemagne, Hollande, Angleterre, Belgique, Autriche, Hongrie, Suisse, Slovénie. Ces nombreuses contrées témoignent du succès grandissant d'Ensiferum. À la même époque, Jukka-Pekka part et laisse sa place à Sami Hinkka. L’année 2005 est aussi très chargée. Au rendez-vous, quelques shows en Finlande, mais aussi en Espagne, en Russie, puis une tournée avec Graveworm et Communic à travers l’Europe une date au Japon. Oliver quitte le groupe et est remplacé par Janne Parvianen, batteur ayant déjà œuvré au sein de Barathrum, Sinergy et Valvet.

### Victory Songs(2006–2008)
Le troisième album, Victory Songs, sort le 20 avril 2007, précédé du single One More Magic Potion, le 7 février. En septembre de la même année, Meiju Enho quitte le groupe. D'abord membre de remplacement pour les concerts, Emmi Silvennoinen remplace rapidement Meiju comme claviériste à part entière. En 2008, Ensiferum part pour la tournée Pagan Fest aux côtés de Korpiklaani, Eluveitie, Týr, Turisas et Moonsorrow en Europe et en Amérique du Nord. 
Le groupe fait également l'ouverture de la tournée européenne de Megadeth et de la tournée nord-américaine d'Amon Amarth courant 2008. Peu de temps avant la tournée d'Ensiferum en Russie, toujours en 2008, le chanteur et guitariste Petri Lindroos  tombe gravement malade et se voit incapable de participer. Le groupe fait alors appel à Juha-Pekka Miettinen, l'ancien bassiste, pour remplacer Petri à la guitare, tandis que le bassiste Sami Hinkka se charge du chant.

### From AfaretUnsung Heroes(2009–2013)

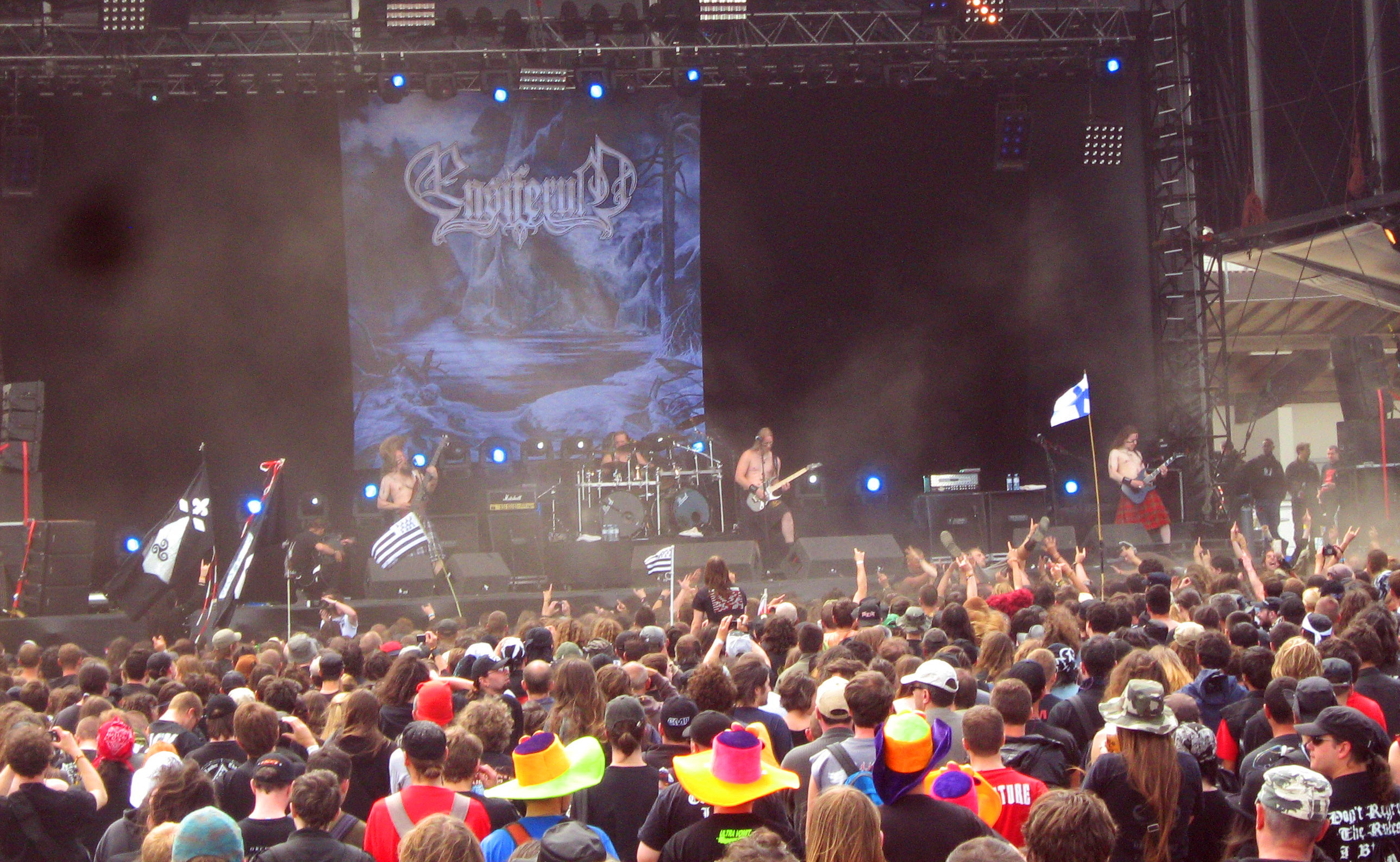
Ensiferum au Hellfest 2010

Un nouvel album du groupe, From Afar, sort le 16 septembre 2009. Une tournée de promotion débute peu après. Emmi, qui avait remplacé Meiju Enho, devient alors un membre officiel du groupe. En 2009 et 2010, Ensiferum participe à de nombreux festivals metal européens, comme le Frostrock en Belgique, le Finnish Metal Expo et le Tuska Open Air en Finlande, le Winterfire, le Rocktower, le Legacy et le Rock am Härtsfeldsee en Allemagne, le Summer Nights en Autriche et le Z7 Metal Dayz en Suisse.
En 2011, Sami Hinkka annonce via l'application Mobile Backstage que le groupe « a assez de matière pour enregistrer et sortir deux albums, complètement différents. » En juin 2012, le groupe annonce la sortie de leur prochain album, Unsung Heroes pour le 27 août 2012.

### One Man ArmyetTwo Paths(2013-2017)
Après 13 ans au label Spinefarm Records, Ensiferum quitte ce dernier le 24 avril 2013 pour signer chez Metal Blade Records. Le 9 juillet 2014, le groupe annonce rentrer aux Astia Studio (avec comme producteur Anssi Kippo) pour le mois de septembre et octobre pour l'enregistrement de leur 6e album studio. Le 16 décembre, le nom de l'album est dévoilé, ainsi que sa date de sortie : il s'intitule "One Man Army" et sort le 24 février 2015. Le groupe annonce par la même occasion des dates de tournée, avec des passages notamment Tampere, Helsinki, Munich, Budapest ou bien Strasbourg.
Le 2 mars 2015, l'album rentre dans les charts, où il est classé notamment à la première place en Finlande. Il atteint également la 15e place en Allemagne, la 37e place en Autriche et la 24e place en Suisse. Le groupe repart en tournée et annonce des nouvelles dates pour avril 2016, avec des passages à Rotterdam, Francfort, Copenhague ou bien Vienne. Le 13 avril 2016, pour des raisons familiales, la claviériste Emmi Silvennoinen quitte le groupe et laisse la place à Netta Skog.
Le 19 juillet 2017, le groupe annonce la sortie de son septième album Two Paths pour le 15 septembre 2017, jour où il dévoile également la pochette ainsi que la liste des titres. Un premier extrait, "For Those About to Fight For Metal" est diffusé sur Youtube.
Le 21 décembre 2017, le groupe annonce sur sa page Facebook que Netta Skog quitte le groupe.

### Tournées etThalassic(depuis 2018)
Le 16 octobre 2018, Ensiferum annonce les dates d'une nouvelle tournée nord-américaine après presque quatre d'ans d'absence. Le groupe Septicflesh assure la première partie. Celle-ci se déroule du 05 janvier au 29 janvier 2019, avec notamment une dernière date à Tampa. Entre fin février et début mars 2019, le groupe retourne en Australie pour de nouvelles dates se déroulant à Brisbane, Sydney et Melbourne.
C'est le 15 février 2020 que le groupe confirme avoir terminé l'enregistrement de son huitième album. Le bassiste Sami Hinkka décrit ce dernier comme "incroyable" et faisant la part belle aux éléments qui ont déjà fait le succès du groupe avec des éléments plus récents. C'est dans ce contexte que le groupe confirme le recrutement de Pekka Montin comme claviériste et chanteur en voix claire. 
Le 06 mai 2020, ils dévoilent plus de détails sur son huitième album. Ce dernier s'intitule Thalassic et est annoncé pour une sortie le 10 juillet 2020, toujours sous le label Metal Blade Records. En plus de la liste des titres, un premier extrait, "Rum, Women, Victory" est partagé sur YouTube. Le bassiste Sami Hinkka précise alors la volonté du groupe d'utiliser les "meilleurs éléments du vieux son" d'Ensiferum. Ce dernier confirme également la thématique de l'album tournant autour de la mer. Un deuxième extrait, "Andromeda", est dévoilé le 18 juin 2020 sous forme de clip vidéo. Ce dernier a été tourné sur l'île de Rankki en Finlande.  
Le jour de la publication de l'album, le groupe réalise une performance live au Sonic Pump Studio à Helsinki durant lequel il interprète des titres de l'album, mais également d'autres titres plus rarement joués ainsi que des classiques.

## Membres

### Membres actuels

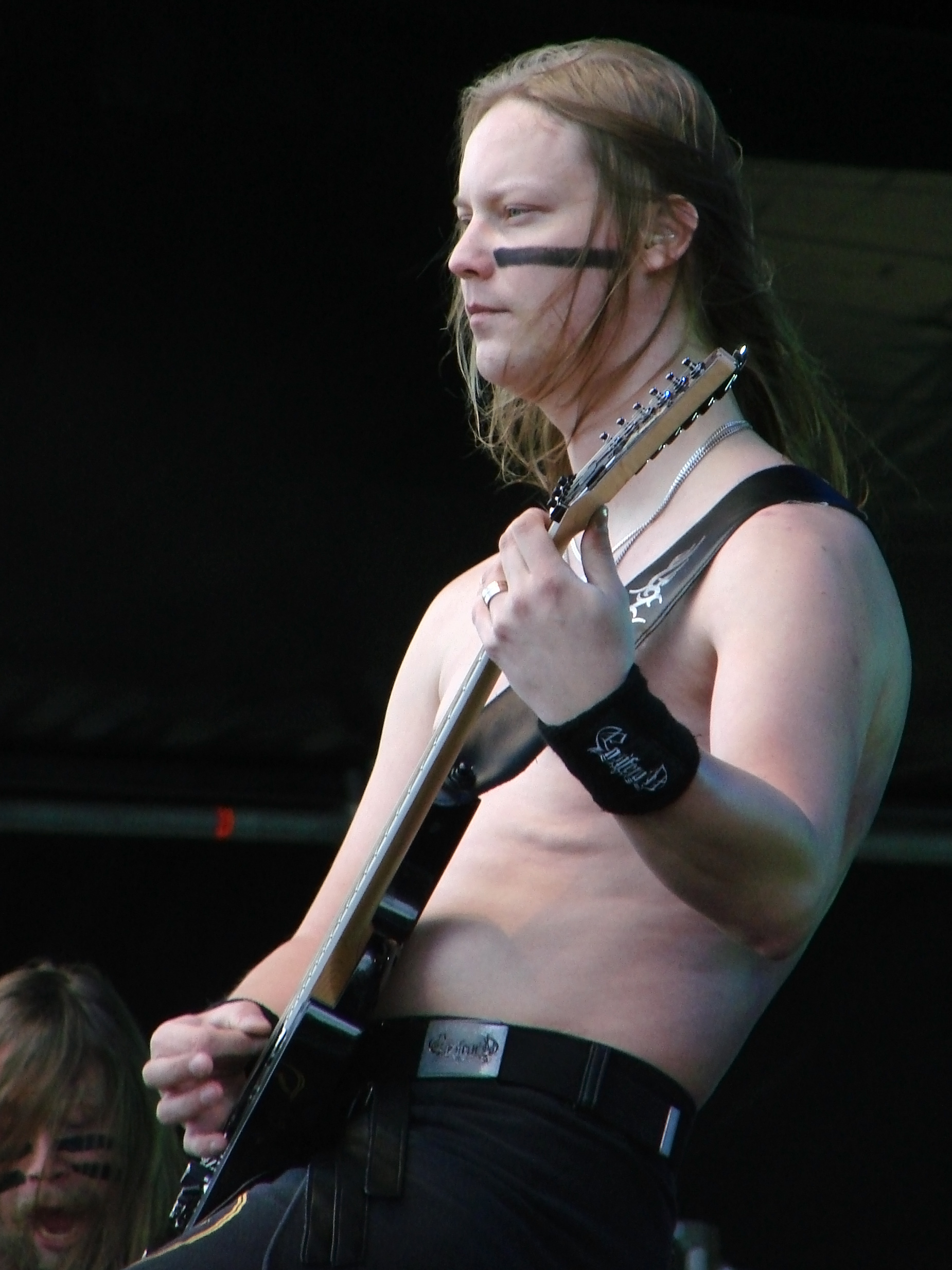
Petri Lindroos en 2010.

- Petri Lindroos – chant guttural et guitare électrique (depuis 2004)
- Markus Toivonen – chant clair, chœurs et guitare électrique (depuis 1995)
- Sami Hinkka – chant clair, chant guttural, chœurs et basse (depuis 2004)
- Janne Parviainen – batterie (depuis 2005)
- Pekka Montin - claviers, chant clair (depuis 2020)

### Anciens membres
- Kimmo Miettinen – batterie (1995–1998)
- Jukka-Pekka Miettinen – basse (1998–2004) puis guitare électrique (Russia tour 2008)
- Sauli Savolainen – basse (1995–1998)
- Jari Mäenpää – chant et guitare électrique (1996–2004)
- Oliver Fokin – batterie (1998–2005)
- Meiju Enho – claviers (2001–2007)
- Emmi Silvennoinen - clavier (2009 - 2016)
- Netta Skog– accordéon (2016 - 2017)

## Discographie

### Albums studio
- 2001 : Ensiferum (Spinefarm Records)
- 2004 : Iron (Spinefarm Records)
- 2007 : Victory Songs (Spinefarm Records)
- 2009 : From Afar (Spinefarm Records)
- 2012 : Unsung Heroes (Spinefarm Records)
- 2015 : One Man Army (Metal Blade Records)
- 2017 : Two Paths (Metal Blade Records)
- 2020 : Thalassic (Metal Blade Records)
- 2024 : Winter Storm (Metal Blade Records)

### Compilations
- 2016 : Two Decades of Greatest Sword Hits (Spinefarm Records)

### EP
- 2006 : Dragonheads
- 2017 : The Live Path

### Démos et singles
- 1997 : Demo 97
- 1999 : Demo II
- 1999 : Hero in a Dream
- 2004 : Tale of Revenge
- 2007 : One More Magic Potion
- 2009 : From Afar

### DVD
- 2006 : 10th Anniversary Live

### Reprises
- Battery (de Metallica extrait de l'album Master of Puppets) - sur le single Tale of Revenge
- Lady in Black (de Uriah Heep extrait de l'album Easy Livin) - sur l'album Victory songs
- Into Hiding (de Amorphis extrait de l'album Tales From the Thousand Lakes) - sur l'album Dragonheads
- Vandraren (de Nordman) - sur la version limitée de l'album From afar
- Breaking the Law (de Judas Priest extrait de l'album British Steel) - sur le digipak de l'album du même nom
- Bamboleo (de Gipsy Kings extrait de l'album Gipsy Kings) - sur l'album Unsung Heroes
- Rawhide (de Dimitri Tiomkin venant du générique de la série Rawhide) - sur l'album One Man Army

## Vidéographie

### Clips
- 2008 : Ahti, tiré de Victory Song
- 2009 : From Afar, tiré de From Afar
- 2012 : In My Sword I Trust, tiré de Unsung Heroes
- 2015 : One Man Army, tiré de One Man Army
- 2017 : Unettomaan Aikaan, tiré de Two Paths, enregistrement studio
- 2017 : Way of the Warrior, tiré de Two Paths
- 2020 : Rum, Women, Victory, tiré de Thalassic, mosaïque d'extraits vidéos de fans s'étant filmés entrecoupés de vidéos des membres du groupe (sur les refrains et ponts)
- 2020 : Andromeda, tiré de Thalassic, dirigé par Vesa Ranta
- 2021 : Run from the crushing tide, tiré de Thalassic
- 2024 : Winter Storm Vigilantes, tiré de l'album Winter Storm
- 2024 : Fatherland, tiré de l'album Winter Storm
- 2025 : The Howl, tiré de l'album Winter Storm
- 2025 : Victorious, tiré de l'album Winter Storm

### Clips lyriques
- 2020 : For Sirens, tiré de Thalassic
- 2020 : Run from the crushing tide, tiré de Thalassic
- 2024 : Long Cold Winter of Sorrow and Strife, tiré de l'album Winter Storm